# Plaque Juan de Fuca
Pour les articles homonymes, voir Juan de Fuca (homonymie).
La plaque Juan de Fuca est une plaque tectonique de la lithosphère de la planète Terre. Sa superficie est de 0,006 32 stéradians. Ses extrémités Nord et Sud constituent deux plaques orogéniques, respectivement la plaque Explorer et la plaque Gorda. La plaque Juan de Fuca tire son nom du navigateur et explorateur grec du XVIe siècle Juan de Fuca.
Elle couvre une petite partie de l'est de l'océan Pacifique à hauteur de la province canadienne de la Colombie-Britannique et des États américains de Washington et de l'Oregon. Elle ne comporte aucune partie continentale et n'est donc composée que de lithosphère océanique.
La plaque Juan de Fuca est en contact avec les plaques pacifique (dorsale Juan de Fuca et faille Blanco), Gorda, Explorer (faille Nookta) et nord-américaine.
Ses frontières avec les autres plaques sont notamment formées de la dorsale Juan de Fuca dans l'océan Pacifique et de la fosse des Cascades sur la côte pacifique de l'état de Washington et de la province de Colombie-Britannique.
Le déplacement de la plaque Juan de Fuca se fait vers le nord-est ou encore à une vitesse de rotation de 0,506 8° par million d'années selon un pôle eulérien situé à 35° 00′ de latitude nord et 26° 00′ de longitude est (référentiel : plaque pacifique).
La plaque Juan de Fuca (avec les plaques des Cocos, de Nazca, Rivera, Explorer et Gorda) constitue un reliquat de la plaque Farallon qui a presque totalement disparu par subduction sous le continent américain au Jurassique.

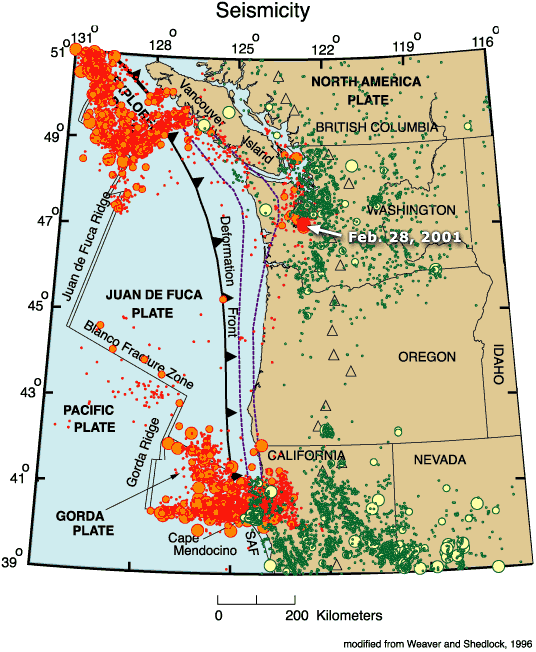
Sismicité autour de la plaque Juan de Fuca.

## Sources
- (en) Peter Bird, An updated digital model of plate boundaries, vol. 4, Geochemistry Geophysics Geosystems, 14 mars 2003 (DOI 10.1029/2001GC000252, Bibcode 2003GGG.....4.1027B, lire en ligne)